# 森特布魯克 (康乃狄克州)
森特布魯克（英語：Centerbrook）是位於美國康乃狄克州米德爾塞克斯縣的一個街區。該地的面積和人口皆未知。

## 地理
森特布魯克的座標為41°21′05″N 72°24′57″W / 41.35139°N 72.41583°W，而該地的平均海拔高度為13米（即43英尺）。